# Св. св. Петър и Павел (Велики Преслав)
Вижте пояснителната страница за други значения на Свети апостоли Петър и Павел.
„Св. св. Петър и Павел“ е православна църква в град Велики Преслав, община Велики Преслав, област Шумен. Тя е част от Шуменска духовна околия, Варненска и Великопреславска епархия на Българската православна църква. Построена е през 1808 г.

## История
Църквата е построена през 1808 г. Изградена е със специален берат и съобразно изискването да е вкопан в земята, или да не е по-висок от султана, качен на кон. През 1828 г., по време на Руско-турската война от 1828 – 1829 г., храмът е опожарен до основи, но скоро след това с разрешение на султан Махмуд II е възстановен и в този си вид – вкопана в земята трикорабна псевдобазилика с открита нартика с каменна колонада, е запазен и до днес. Годината на възстановяването му в различните източници варира, но мнозина посочват като най-вероятна 1830–та или 1835–та, от която са и съхранените до днес четири дискоса (кръгли подноси, върху които се събират помощи), дарени от Петър поп Николович.
В изящния възрожденски иконостас могат да се видят иконите, дело на известните зографи Анастас Къркклисийски от Лозенград и Никола Василев от Шумен. Сред тях особено внимание заслужава най-старата икона в храма – тази на Св. Пантелеймон, изрисувана от Анастас Къркклисийски през 1866 г. и известна още като „обществената икона“, защото средствата за нея са събрани от местните чорбаджии. Внимание заслужава и изрисуваната от Никола Василев храмова икона на светите апостоли Петър и Павел със запазен до днес надпис с ктиторите и годината 1885–та. В храма са съхранени още потир от 1847 г. и водосветен купел от 1879 г. В храма се намира надгробната плоча от 1824 г. на първия храмов свещеник поп Харизан.
В чест на 1100 – годишнината от Преславския събор и обявяването на Преслав за столица на България, през 1993 г. църквата е реставрирана. Сменен е покривът, възстановен е иконостасът, освежена е изографията. За реставрацията на църквата оказват помощ тогавашният кмет Желез Железов и Негово Високопреосвещенство Варненски и Великопреславският митрополит Кирил.